# Теляк Володимир Костянтинович
Володимир Костянтинович Теляк (нар. 28 січня 1913, с. Клюквенний, Єнісейська губернія, Російська імперія — пом. 19??, Українська РСР) — радянський український футболіст та тренер, виступав на позиції захисника та півзахисника.

## Клубна кар'єра
Футбольну кар'єру розпочав у 1936 році в складі мінського «Спартака». По ходу сезону 1937 року приєднався до харківського «Сільмашу».  З 1938 по 1940 рік захищав кольори харківського «Локомотива». Потім нетривалий період часу виступав за бєлгородський «Харчовик». Наступний рік провів у воронезьких «Крилах Рад». У 1942 році виступав у куйбишевських «Крилах Рад». У 1945 році став гравцем харківського «Локомотива». Сезон 1946 року розпочав у запорізькому «Більшовику», проте вже по ходу сезону приєднався до херсонського «Спартака». Кар'єру футболіста завершив 1948 року в складі запорізької «Сталі».

## Кар'єра тренера
Ще будучи гравцем розпочав тренерську діяльність. З травня 1936 по жовтень 1937 років працював грючим головним тренером мінського «Спартака». З травня по серпень 1940 року був граючим головним тренером бєлгородського «Харчовика». У 1946 році тренував херсонський «Спартак», а з 1948 по 1949 рік — запорізький «Локомотив».